# 横畠裕介
横畠 裕介（よこばたけ ゆうすけ、1951年〈昭和26年〉10月12日 - ）は、日本の官僚、検察官。第2次安倍内閣で内閣法制局長官に就任。東京都出身。

## 経歴
1973年（昭和48年）9月、司法試験第二次試験合格。翌1974年（昭和49年）3月に東京大学法学部を卒業し、4月より司法修習生。司法修習修了後、1976年（昭和51年）4月に検事として任官され、東京地方検察庁を振り出しに、長野地方検察庁・東京地検・静岡地方検察庁・法務省刑事局付検事・札幌地方検察庁・東京地検を歴任した。長野地検時代には、富山・長野連続女性誘拐殺人事件（1980年発生）で被疑者として逮捕された男性（1992年に無罪が確定）の取り調べを担当した。佐木隆三は同事件を扱った著書で、横畠が男性に対し「道義的責任」「男の責任」などの観点から自白を迫った旨を述べている。男性本人も、富山地裁で開かれた第一審の公判で、自身を取り調べた横畠を「私を無理に自白させたのではないか」と追及したが、横畠はそれを否定している。
1993年（平成5年）7月、内閣法制局参事官（第二部）となり、1998年（平成10年）7月より1年1ヶ月法務省刑事局刑事法制課長を務めた後再び内閣法制局に戻り、第一部中央省庁等改革法制室長などを歴任。2004年（平成16年）8月から第二部部長、2010年（平成22年）7月から第一部部長を務め、2011年（平成23年）12月には法制局ナンバー2である内閣法制次長に就任した。
それまで内閣法制局長官は内閣法制次長からの昇格が続いており、横畠も長官就任が確実視されていたが、第2次安倍内閣は集団的自衛権の行使を可能とするよう憲法解釈を変更するために、行使容認派の小松一郎を2013年（平成25年）8月に長官に任命し、横畠は次長を続投することになった。2014年（平成26年）1月に小松が腹部の腫瘍のため入院したことにより、横畠は長官事務代理に就任。小松はいったんは退院して集団的自衛権行使容認の閣議決定に道筋を付け、同年5月に長官を退任（その後6月23日に死去）。横畠が後任として長官に昇格した。
2019年（令和元年）9月、第四次安倍再改造内閣発足により、内閣法制局長官を退任。
2020年（令和2年）5月27日、国家公安委員会委員に就任。
2022年（令和4年）春の叙勲で瑞宝大綬章を受章。
国連平和維持活動 (PKO) 協力法改正案に携わるなど安全保障分野を長く担当した。

## 発言
核使用憲法不禁止発言
2016年3月18日の参議院予算委員会で"憲法上、他国で核兵器が使用できるか”の質問に対し“防衛のための必要最小範囲に限る"と前置いた上で「あらゆる種類の核使用がおよそ禁止されているとは考えていない」と答弁。
声を荒げて発言
2019年3月6日の参議院予算委員会で小西洋之の質問に対し、「このような場で声をあらげて発言するようなことまで含むとは考えていない〔発言ママ〕」と発言、野党から"官僚の越権行為"と追及され、謝罪、撤回した。この発言に関して2019年3月8日の参議院予算委員会冒頭において予算委員長の金子原二郎から厳重注意を受けた。
皇位継承問題
江崎道朗は、横畠が2017年6月1日の衆議院議院運営委員会で「皇統と申しますのは、天皇の血統、血筋ということでございます」と発言したことについて、内閣法制局は、男系男子でなくとも皇位継承は可能だと示唆している、と述べている。